# Scaptia lata
Osca lata,  conocida popularmente cómo tábano, tábano negro o coliguacho, es una especie de díptero perteneciente a la familia de los tabánidos que se encuentran en el sur de  Chile y sur de Argentina. La mosca tiene un llamativo color rojizo-anaranjado en la parte de su tórax y abdomen .
Como la mayoría de especies de tábano, las hembras, hematófagas, tienen necesidad de alimentarse de sangre de mamíferos para producir los huevos. Suelen habitar cerca de cursos de agua; por lo que su alimentación hematófaga, junto a su característico zumbido, la hace una especie molesta para el turismo de las zonas donde habita, ya que igualmente se alimenta de la sangre de los seres humanos, produciendo dolorosas picaduras.
En algunas localidades se organizan temporadas de "caza de colihuachos" en el periodo veraniego con el fin de disminuir la cantidad de estos insectos.